# Laniellus
Laniellus é um género de ave da família Leiothrichidae.

## Espécies
Este género contém as seguintes espécies:
- Laniellus albonotatus
- Laniellus langbianis